# Cees van Rijckevorsel
Jhr. mr. Cornelis Thomas Jules (Cees) van Rijckevorsel (Den Bosch, 29 december 1902 − Den Haag, 15 december 1975) was een Nederlands burgemeester.
Cees van Rijckevorsel was de jongste zoon van gemeentelijk en provinciaal bestuurder jhr. mr. Frans Jacob Joseph Maria van Rijckevorsel, heer van Berlicum, Middelrode en Kaathoven (1858-1935) en Marie Françoise Henriette barones de Bieberstein Rogalla Zawadzka (1864-1937). Hij groeide op op het Landgoed De Wamberg in Berlicum. Hij studeerde rechten in Utrecht. In september 1931 trouwde hij in Vught met jkvr. Marie Christine Rudolphine Clementine van Nispen tot Sevenaer (1905-2003). In dat jaar werd hij benoemd tot burgemeester van Nuenen, Gerwen en Nederwetten. Zij zijn de grootouders van journalist jhr. drs. René van Rijckevorsel (1961). Van Rijckevorsel zelf was een neef van Karel van Rijckevorsel.

## Oorlog
Tijdens de Tweede Wereldoorlog bleef Van Rijckevorsel in functie, ondanks zijn uitgesproken anti-Duitse houding. In 1944 weigerde hij, tegelijk met collega-burgemeesters in naburige gemeenten, om dertig dorpelingen als dwangarbeider aan te wijzen, die voor de Duitsers zouden moeten werken aan de kustverdedigingswerken in Zeeland. Zeven burgemeesters werden gearresteerd en afgevoerd naar Duitsland, slechts een van hen overleefde deze deportatie. Door toeval ontkwam Van Rijckevorsel aan arrestatie, hij dook toen onder en werd door de Duitsers ontslagen. Na de bevrijding van Nuenen op 22 september 1944 pakte hij zijn taak weer op en bleef nog burgemeester tot 1954.

## Ereburger
Op 15 december 2017 benoemde de gemeenteraad van Nuenen, Gerwen en Nederwetten oud-burgemeester Van Rijckevorsel postuum tot ereburger. Op 16 maart 2018 nam Van Rijckevorsels familie de bijbehorende oorkonde en draagspeld in ontvangst.